# Factory Records
La Factory Records è stata un'etichetta musicale indipendente con sede a Manchester, nel Regno Unito.

## Storia
Fondata nel 1978 da Tony Wilson e Alan Erasmus, è fallita nel 1992, dopo aver contribuito fortemente alla crescita culturale di Manchester negli anni ottanta e aver introdotto profonde innovazioni nel panorama discografico indipendente. Per il nome Wilson si ispirò alla celebre The Factory di Andy Warhol.
Nell'elenco delle band prodotte compaiono Joy Division, New Order, Happy Mondays, A Certain Ratio, James, Durutti Column, The Names, Section 25, Cabaret Voltaire e The Wake, anche tramite la filiale belga Factory Benelux, tuttora attiva per le ristampe.
La Factory si avvaleva di un team di creativi come il produttore Martin Hannett e il grafico Peter Saville (che disegnò il logo dell'etichetta) e che le conferivano un suono unico e un'immagine riconoscibile. Nella numerazione del catalogo compaiono quindi non solo i dischi, ma anche altri vari oggetti artistici.
L'etichetta ha anche aperto due locali per la promozione della scena musicale locale, The Haçienda, poi chiusa definitivamente nel 1997, e Dry Bar.